# Fregatten Norrköpings långresor
Det här är en förteckning över svenska Fregatten Norrköping långresor mellan 1861 och 1888.

## 1861–1862
Första långresan. 

## 1871–1872
Färdväg
1. Sverige
2. Dover, England
3. Plymouth, England
4. Madeira, Portugal
5. Kap Verde
6. Rio de Janeiro, Brasilien
7. Kapstaden, Sydafrika
8. Sankta Helena, Storbritannien
9. Plymouth, England
10. Antwerpen, Belgien
11. Sverige

## 1880
Färdväg
1. Sverige
2. Bergen, Norge
3. Sverige

## 1881
Färdväg
1. Sverige
2. Christiansand, Norge
3. Danzig, Polen
4. Sverige

## 1884
Färdväg
1. Sverige
2. Leith, Edinburgh, Skottland
3. Ferrol, Spanien
4. Plymouth, England
5. Sverige

## 1887
Färdväg
1. Sverige
2. Flekkerö, Norge
3. Cherbourg, Frankrike
4. Dartmouth, England
5. Bergen, Norge
6. Sverige

## 1888
Färdväg
1. Sverige
2. Danzig, Polen
3. Helsingör, Danmark
4. Kalundborg, Danmark
5. Nyborg, Danmark
6. Fehmarn Bält
7. Kiel, Tyskland
8. Sverige